# 喬爾諾季奇

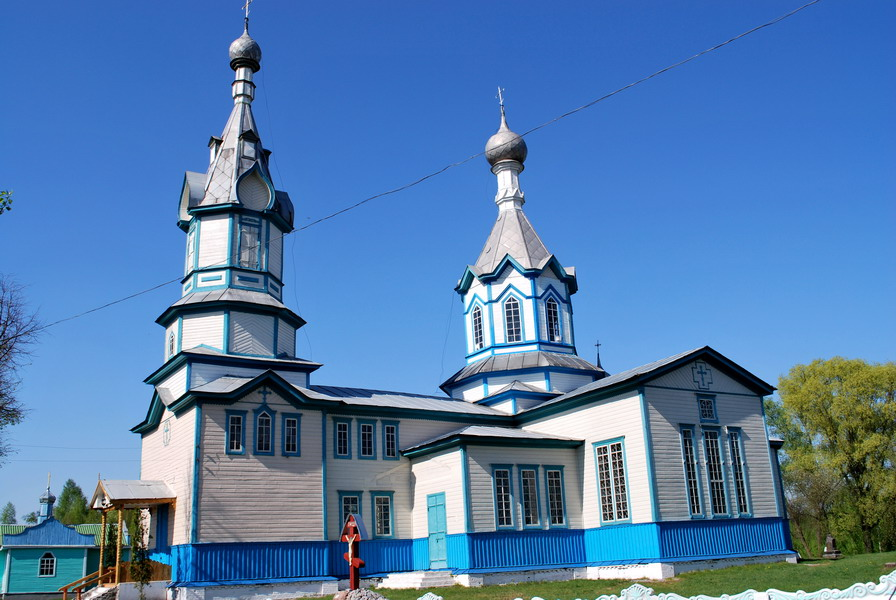

喬爾諾季奇（烏克蘭語：Чорнотичі）是位於烏克蘭北部切爾尼希夫州裏科留基夫卡區的村莊，始建於1754年，面積4.16平方公里，海拔高度156米，2001年人口1,059，人口密度每平方公里254.6人。
51°40′48″N 32°33′0″E / 51.68000°N 32.55000°E